# 27 baci perduti
27 baci perduti (27 Missing Kisses) è un film del 2000 diretto da Nana Džordžadze.
Ha aperto la Quinzaine des Réalisateurs del Festival di Cannes 2000.

## Trama
Nel corso di una bizzarra estate da due eclissi, di sole e di luna, la quattordicenne Sybille si reca a trascorrere le vacanze presso la zia Martha, in un paesino abitato dai più eccentrici personaggi, portando scompiglio con la sua giovanile esuberanza e la sua spontanea sensualità. La vivace adolescente fa amicizia con il coetaneo Mickey che si innamora di lei al primo sguardo e, pur non ricambiandone i sentimenti, gli concede il permesso di darle cento baci prima della sua partenza. Lei è invece innamorata del padre del ragazzo, lo svagato astronomo quarantunenne Alexander. L'uomo, ambito vedovo e impenitente donnaiolo, a cui nessuna donna del villaggio sembra saper resistere, fugge però le esplicite attenzioni della ragazza. Un colpo di fucile frutto della gelosia mette fine a questo triangolo di amori non corrisposti e al conteggio dei baci...

## Riconoscimenti
Il film ha vinto il premio speciale della giuria al Brussels European Film Festival 2001. È stato candidato agli European Film Awards 2000 per la miglior sceneggiatura.
Avignon Film Festival 2000: Prix Tournage e Prix Vision

## Critica
Per Cristina Piccino (Il manifesto) il film ben rappresenta «il gusto per il surreale» e «lo spirito irriverente e provocatorio tutto georgiano». 
Valerio Caprara (Il Mattino) lo definisce una «romantica e tragicomica ballata romantica» in sicuro equilibrio tra componenti poetiche e folkloristiche. 
Per Roberto Nepoti (La Repubblica) è una «favola gioiosa e assurda [che] varia in modo piacevolmente originale sull'argomento frivolo ma universale della sessualità, esorcizzandone il demone con allegria contagiosa».